# Manlay
Manlay és un municipi francès, situat al departament de la Costa d'Or i a la regió de Borgonya - Franc Comtat. L'any 2007 tenia 204 habitants.

## Demografia

### Població
El 2007 la població de fet de Manlay era de 204 persones. Hi havia 96 famílies, de les quals 36 eren unipersonals (24 homes vivint sols i 12 dones vivint soles), 40 parelles sense fills i 20 parelles amb fills.
La població ha evolucionat segons el següent gràfic:
Habitants censats

### Habitatges
El 2007 hi havia 166 habitatges, 97 eren l'habitatge principal de la família, 54 eren segones residències i 15 estaven desocupats. 160 eren cases i 5 eren apartaments. Dels 97 habitatges principals, 87 estaven ocupats pels seus propietaris i 10 estaven llogats i ocupats pels llogaters; 1 tenia una cambra, 9 en tenien dues, 14 en tenien tres, 25 en tenien quatre i 49 en tenien cinc o més. 70 habitatges disposaven pel capbaix d'una plaça de pàrquing. A 48 habitatges hi havia un automòbil i a 34 n'hi havia dos o més.

### Piràmide de població
La piràmide de població per edats i sexe el 2009 era:
| Homes | Edats   | Dones |
| ----- | ------- | ----- |
| 0     | 95 o +  | 0     |
| 0     | 90 a 94 | 4     |
| 4     | 85 a 89 | 0     |
| 8     | 80 a 84 | 4     |
| 4     | 75 a 79 | 4     |
| 20    | 70 a 74 | 16    |
| 0     | 65 a 69 | 12    |
| 12    | 60 a 64 | 8     |
| 0     | 55 a 59 | 0     |
| 12    | 50 a 54 | 8     |
| 4     | 45 a 49 | 0     |
| 4     | 40 a 44 | 8     |
| 16    | 35 a 39 | 12    |
| 8     | 30 a 34 | 0     |
| 4     | 25 a 29 | 4     |
| 4     | 20 a 24 | 8     |
| 4     | 15 a 19 | 0     |
| 12    | 10 a 14 | 12    |
| 4     | 5 a 9   | 0     |
| 0     | 0 a 4   | 0     |

## Economia
El 2007 la població en edat de treballar era de 109 persones, 76 eren actives i 33 eren inactives. De les 76 persones actives 70 estaven ocupades (41 homes i 29 dones) i 6 estaven aturades (4 homes i 2 dones). De les 33 persones inactives 17 estaven jubilades, 9 estaven estudiant i 7 estaven classificades com a «altres inactius».

### Ingressos
El 2009 a Manlay hi havia 107 unitats fiscals que integraven 232 persones, la mediana anual d'ingressos fiscals per persona era de 14.860 €.

### Activitats econòmiques
Dels 10 establiments que hi havia el 2007, 1 era d'una empresa de fabricació d'altres productes industrials, 1 d'una empresa de comerç i reparació d'automòbils, 1 d'una empresa de transport, 1 d'una empresa d'hostatgeria i restauració, 2 d'empreses immobiliàries, 2 d'empreses de serveis i 2 d'entitats de l'administració pública.
Dels 3 establiments de servei als particulars que hi havia el 2009, 1 era una oficina de correu, 1 taller de reparació d'automòbils i de material agrícola i 1 agència immobiliària.
L'any 2000 a Manlay hi havia 9 explotacions agrícoles que ocupaven un total de 1.161 hectàrees.

## Equipaments sanitaris i escolars
El 2009 hi havia una escola elemental.

## Poblacions més properes
El següent diagrama mostra les poblacions més properes.